# あなたと! らぶてぃめっとステージ!
『あなたと！らぶてぃめっとステージ』は、合同会社フロンティアファクトリーにより運営されていたPBW（プレイバイウェブ）。
事前登録期間を経て、2013年12月20日より本登録、正式サービスが開始された。
様々な異世界が融合した世界「らぶてぃめっと世界（ステージ）」の中で人間と精霊が手を取り合い謎の敵オーガへ立ち向かう。
PBW史上初となる、恋愛を題材としたコンテンツであり、パートナーと実際にメールを行っているような遊びが体験できる「オトメール」といった機能を実装しており、ウェブアクターと呼ばれるクリエイターがキャラクターになりきってメールを返信するという独自のゲームデザインを特徴としていた。
2018年9月30日にサービスを終了、オリジナルブックの販売受付締切の2019年2月11日を最後にコンテンツ運営を終了した。

## 世界観
プレイヤーはオーガに対抗する組織に所属する人間となり、パートナーである精霊と冒険や休息の日々の中で、絆と愛を育んで成長し、人類の脅威であるオーガと戦っていく
。